# Efeito Meissner

Diagrama do efeito de Meissner. As linhas do campo magnético, representadas como flechas, são excluídas de um supercondutor quando este se encontra abaixo da temperatura critica.

O efeito de Meissner (também conhecido como o efeito Meissner-Ochsenfeld) é a expulsão de um campo magnético de um supercondutor. Walther Meissner e Robert Ochsenfeld descobriram este fenômeno em 1933 pela medição da distribuição do fluxo externo a espécimes condutores aos quais eles resfriaram abaixo de sua temperatura de transição. Os espécimes se tornaram perfeitamente diamagnético, cancelando todo o fluxo interno. O experimento demonstrou pela primeira vez que os supercondutores eram mais que condutores perfeitos e forneceu uma definição unificada das propriedades do estado de supercondutividade.